# Çankaya, Mazıdağı
Çankaya là một xã thuộc huyện Mazıdağı, tỉnh Mardin, Thổ Nhĩ Kỳ. Dân số thời điểm năm 2010 là 66 người.